# Snežna ograja
Snežne ograje so naprave, ki prisilijo sneg, da se nakopiči na željenem mestu. Gibanje snega je odvisno tako od vetra kot od naklona in zaraščenosti brežine. Namenjene so predvsem varovanju cest in železnic pred snežnimi zameti kot tudi pred snežnimi plazovi. Uporabljajo jih tudi kmetje na pašnikih za pripravo zaloge vode za spomladi.

## Funkcija zaščite
Snežne ograje in druge objekte za zaščito pred snežnimi zameti in plazovi se delijo v aktivno in pasivno zaščito. Aktivna zaščita se namešča tam, kjer je potrebno preprečiti nastajanje zametov ali plazov, s pasivno zaščito pa se spremeni smer in gmoto zaustavi.

## Materiali
Snežne ograje so lahko iz različnih materialov kot so les, beton, jeklo, plastika.

## Žive meje
Različne zasaditve, ki so pravilno zasnovane, dobro ovirajo zapadlii sneg kadar piha močan veter čez polja, da ne ovira prometa na cesti ali železnici. Prav tako ugodno vplivajo na voznike, lepšajo krajino, izboljšajo okolje za prostoživeče živali, zmanjšujejo erozijo tal in delno zmanjšujejo hrup in druge emisije v okolje.
Pri oblikovanju zasaditev je pomembna dolžina, višina in gostota. Ovira mora biti čim bližje cesti a še vedno toliko oddaljena, dajo zamet ne doseže.
Višina vpliva na globino in dolžino snežnega zameta. Gostota zasaditve vpliva na to, koliko vetra zasaditev prepušča in posledično koliko in kam se bo snežni zamet deponiral. Razmisliti je potrebno tudi o vrsti grmovja in drevja, ki mora biti odporno v zimskih pogojih in prilagojeno lokalnim razmeram.
Dolžina zasaditve je odvisna od smeri vetra in geografskih značilnosti terena.

## Tipi ograj
Za aktivno zaščito se uporablja snežne grablje, snežne mostove, snežne mreže in podobne oblike. Snežne grablje in mostove se namešča predvsem na strmih brežinah, kjer je verjetnost plazenja snega na cesto znatna.
Stružni plotovi so najpogostejše uporabljen tip ograje, ki zmanjša hitrost snega ob tleh in ustvari turbulenco, ki kontrolirano odlaga sneg. Stružni plotovi so lahko stalno postavljeni, so začasni, samosučni (samodejno se postavijo pravokotno na smer vetra) ali rastlinski.
Da bi ograje prestregle čim več snega morajo biti postavljene pravokotno na smer vetra. Pri določanju višine snežne ograje se upoštevajo večletni podatki o snežnih padavinah in pojavu vetra.

## Snežne galerije
Snežna galerija ali nadstrešnica za prehod snežnega plazu preko ceste je vrsta objekta za nadzor plazov oziroma obrambo pred plazovi in s tem ohranjanje prehodnosti na področjih, kjer je to zaradi višine snega oteženo. Lahko so narejene iz jekla, prednapetih betonskih okvirjev ali iz lesa. Objekti so lahko popolnoma zaprti kot umetni predor ali so sestavljene iz rešetkam podobnih elementov. Obliko in material konstrukcije se prilagodi funkciji in okolju v katerem se nahaja.